# Республика Ангилья
Республика Ангилья была недолговечным, непризнанным независимым государством на острове Ангилья. Она существовала с 11 июля 1967 по 18 марта 1969, когда британский контроль над ней был восстановлен.

## История
27 февраля 1967 года Великобритания предоставила территории Сент-Кристофер-Невис-Ангилья статус «ассоциированного государства» со своей собственной конституцией и значительной степенью самоуправления. Многие ангильцы решительно возражали против продолжающегося политического подчинения Сент-Китсу, и 30 мая (известный как День Ангильи) полиция Сент-Китса была атакована повстанцами и изгнана с острова. Временное правительство запросило поддержку у администрации Соединённых Штатов, но обращение было отклонено. 11 июля 1967 года был проведён референдум об отделении Ангильи. В результате было подано 1813 голосов за отделение и 5 против. Декларация независимости (написанная в основном профессором права Гарварда Роджером Фишером) была публично прочитана Уолтером Ходжем.
Сразу же был создан отдельный законодательный совет. Питер Адамс был первым председателем совета острова Ангилья, но когда он согласился вернуть Ангилью обратно в состав Сент-Китса, то был свергнут и заменён Рональдом Уэбстером. В декабре 1967 года два члена британского парламента разработали временное соглашение, согласно которому в течение одного года британский чиновник будет осуществлять основные административные полномочия вместе с Советом Ангильи. Тони Ли занял эту должность 8 января 1968 года, но к концу этого срока не было достигнуто никакого соглашения о долгосрочном будущем управлении островом.

## Провозглашение республики
6 февраля 1969 года Ангилья провела второй референдум, в результате которого 1739 голосами против 4 проголосовали против возвращения к ассоциации с Сент-Китсом. На следующий день Ангилья объявила себя независимой республикой.
Вебстер снова стал председателем. Новый британский посланник Уильям Уитлок прибыл 11 марта 1969 года с предложением о создании новой временной британской администрации. Его быстро изгнали.

## Восстановление британского контроля
18 марта 1969 года контингент из 315 пехотинцев 2-го парашютного батальона парашютного полка и 22 лондонских полицейских, был доставлен на остров двумя фрегатами и десантировался с помощью вертолётов, якобы для «наведения порядка». Британская пресса называла операцию «бумажный блицкриг» или «война в чашке чая». Вебстер бежал с острова и в конечном итоге обратился к Генеральной Ассамблее Организации Объединённых Наций, заявив, что Ангилья должна иметь право на самоопределение.
Тони Ли был уволен, а барон Карадон и Вебстер составили декларацию из семи пунктов. Фактически Ангилье было разрешено отделиться от Сент-Китса и Невиса, хотя только 19 декабря 1980 года Ангилья официально отделилась от Сент-Китса и стала отдельной британской территорией. Хотя Сент-Китс и Невис получили полную независимость от Великобритании в 1983 году, Ангилья остаётся британской заморской территорией.

## Символы
После революции 1967 года Ангилья приняла флаг, изображающий двух русалок, держащих ракушку, который был отправлен группой ангильских жителей из Сан-Франциско и был поднят в июле 1967 года, когда флаг губернатора был разорван. Этот флаг так никогда и не был по-настоящему принят местными жителями.
29 сентября 1967 года, был создан новый флаг Ангильи, состоящий из трёх оранжевых дельфинов, означающих выносливость, единство и силу; они образуют круг, символизирующий непрерывность. Белый фон символизировал нейтральный цвет мира и спокойствия, а бирюзовая горизонтальная полоса символизировала Карибское море, а также молодёжь и надежды новой нации. Первоначально оттенок полосы должен был быть сине-зелёным, но из-за стоимости производства окончательный оттенок был избран бирюзовым.